# Moulsoe
Moulsoe är en by och civil parish i kommunen Milton Keynes i Buckinghamshire i England. Byn nämndes i Domedagsboken (Domesday Book) år 1086, och kallades då Moleshou.